# Torino Nouvelle Vague
Torino Nouvelle Vague è un romanzo giallo dello scrittore italiano Franco Ricciardiello, ambientato a Torino nel 2008, il secondo di una serie che vede protagonisti il pm Erasmo Mancini, il commissario Mauro Ferrando, la squadra di polizia giudiziaria e la studentessa Marina Cattani.
È il seguito di Cosa succederà alla ragazza  (2014).

## Trama
Torino, 2008. Mentre al Museo del Cinema è in corso la Nuit blanche del Cinema francese, l'attrice musa della Nouvelle Vague, Sophie Alma, viene assassinata in un albergo del centro città. Il pubblico ministero incaricato delle indagini, Erasmo Mancini, è coadiuvato dal commissario Mauro Ferrando, suo ex compagno di università. Mancini ha casualmente incrociato la vittima nella Mole Antonelliana, durante la serata di gala dedicata agli ottanta anni del regista Leclercq, ex marito di Sophie e "grande vecchio" del cinema francese.
I testimoni degli ultimi momenti dell'attrice sono Leclercq con l'attuale moglie; il marito di Sophie Alma e il suo amante, cantante di grido negli anni sessanta; infine, un famoso critico cinematografico: tutti potrebbero in teoria avere un movente, e nessuno ha un vero alibi.
L'indagine è difficile perché Mancini è costretto a procede sotto i riflettori dei media internazionali, sollecitati dalle potenzialità di scandalo di un femminicidio nel mondo dello spettacolo. Le cose si complicano ulteriormente quando Leclercq decide di confessare il delitto; il pm è scettico perché sospetta una "recita", un'ultima performance artistica prima dell'oblio; ma la stampa sobilla l'opinione pubblica, e il caso diventa politico a causa dei trascorsi del regista. L'indagine gira a vuoto finché Mancini e Ferrando non decidono di scavare nel passato della vittima, nata a Stoccolma e giunta giovanissima fotomodella a Parigi: nella Ville Lumière fu scoperta da Leclercq.

## Personaggi

### Protagonisti ricorrenti
- Erasmo Mancini

36 anni, ha vinto il concorso in magistratura dieci anni fa; al contrario di altri "colleghi" letterari,  non è un detective dall'intuito fulmineo, né un tenero dal cuore d'oro, e neppure un gourmet; si è fatto la fama di incorruttibile: dotato di solidi principi morali, intransigente sul lavoro, rigidamente vegetariano e rigorosamente astemio, per i suoi trasferimenti in città usa la bicicletta e con le donne mantiene un atteggiamento riservato, il che non gli evita di essere al centro dell'attenzione femminile, grazie non solo al suo aspetto avvenente, ma anche alla fama tenebrosa e "difficile" che lo circonda.
(Valerio Calzolaio)
- Mauro Ferrando

37 anni, vice questore, braccio destro operativo del pm Mancini e suo ex compagno d'università, è più sanguigno e diretto del magistrato, anche con le donne, e vanta una lunga esperienza di polizia; i due si integrano sia come carattere che come lavoro deduttivo nell'indagine.
- Marina Cattani

20 anni, ha con Mancini un rapporto sentimentale non facile, a causa della differenza d'età; lei è cresciuta in fretta a causa della morte della madre e della distanza dal padre, che vive all'estero; è di conseguenza molto più matura della sua età. Alcuni aspetti del carattere dei due rendono problematica la loro relazione.

### Altri personaggi
- Curzio Curzi Irigaray, Procuratore della Repubblica
- Antida Terzera, commissario capo e vice di Mauro Ferrando
- Simona Ruksans, psichiatra di origini lituane
- Elena Corna, medico legale della giudiziaria
- Anouchka Marouane, giornalista francese
- Jean-Simon Leclercq, regista, "grande vecchio" del cinema francese
- Sophie Alma, ex moglie di Leclercq e musa della Nouvelle Vague
- Liáng Lóngwĕi, regista cinese
- Manola Malan, conduttrice televisiva

## Critica
Più che le convenzioni narrative del thriller, del giallo o del noir, la scrittura del romanzo richiama volutamente i moduli stilistici della letteratura postmoderna, anche con riferimento e omaggio a Jean-Luc Godard. I capitoli contengono frequenti trascrizioni di scene tratte da film di Godard, attribuite (per esigenze narrative) al personaggio del regista Jean-Simon Leclercq; allo stesso modo, quasi tutte queste citazioni cinematografiche sono legate alla presenza di Anna Karina, musa della Nouvelle Vague nonché prima moglie di Godard; scene che nella finzione narrativa sono attribuite al personaggio Sophie Alma.
Lo stile e la costruzione dei personaggi del romanzo non sono ispirati al poliziesco classico, né tantomeno al genere hard-boiled; non rimane nulla dello sperimentalismo di certa scrittura postmoderna, se non un ricorso continuo alla citazione di elementi appartenenti a altre arti: il cinema, naturalmente, ma anche la musica (nel tempo libero, il protagonista Erasmo Mancini scrive libri di divulgazione sulla musica classica), la letteratura, le arti figurative.
Per Paola Rambaldi, è un giallo dove cinema, letteratura e psicanalisi si intrecciano, in una Torino nebbiosa e affascinante, bella da vivere e da leggere, per un romanzo liberamente  ispirato a Jean-Luc Godard dove i titoli dei capitoli omaggiano i suoi film.
Banale è l'evento che la interrompe, l'omicidio. Banali sono i drammi che soggiacciono all'atto criminoso. Banale è persino la risoluzione dell'intrigo. La Nouvelle Vague è solo un nome, un istante che sotto il sole cocente di una delusione che non ha mai trovato ristoro si scioglie. E in quel fiume di illusioni porta con sé anche l'ultimo barlume di resistenza. Tutto è invaso dal rumore cacofonico di una città che non ha più la forza di sopravvivere. Si frantuma come ogni amore impossibile sullo scoglio della verità. E cosi resta solo un eco lontano, una speranza morta, ancora prima di mostrare la sua forza al mondo.
Ecco che più del delitto, quasi una scusa per raccontare di noi, di questo crollo, quello che colpisce, rapisce e lascia una profonda amarezza è proprio quest'atmosfera che passa dal sogno alla disillusione. E l'ultima scena sarà la più emblematica di ogni testo.»
(Alessandra Micheli, “Les Fleurs du Mal”)
Per Patrizia Debicke, il romanzo è innanzitutto un omaggio a Jean Luc Godard, indiscusso mito cinematografico. Il semileggendario sessantottino, creatore di un cinema rivoluzionario volutamente informale che giocava su trame convenzionali, realizzate con strumenti quasi amatoriali e speciali trucchi visivi.  Per Giulia Abbate, in un panorama letterario fatto di titoli strillati, copertine insanguinate e promesse di violenze grondanti tra le righe, il romanzo ha il pregio di un'assoluta avversione verso la morbosità: i suoi personaggi positivi si tengono lontano da certi voli nell'infimo senza concedere nulla alla pruderie. 

## Edizioni
Torino Nouvelle Vague, Todaro Editore, 2022, ISBN 978-88-3215-939-4.